# Amalou
Amalou (în arabă امالو) este o comună din provincia Béjaïa, Algeria.
Populația comunei este de 8.602 locuitori (2008).